# Mantitheus murzini
Mantitheus murzini là một loài bọ cánh cứng trong họ Cerambycidae.